# Война с саламандрами
«Война с саламандрами» (чеш. Válka s mloky) — научно-фантастический сатирический роман-антиутопия Карела Чапека на чешском языке, написанный в 1936 году. Книга повествует об обнаружении в Тихом океане обитающей в море расы, разумной породы саламандр, которые изначально были порабощены и эксплуатировались. Они приобретают человеческие знания и бунтуют, что приводит к глобальной войне за превосходство. Есть очевидное сходство с более ранним произведением Чапека — пьеса «R.U.R.» (1921 г.), но также и некоторые оригинальные темы.
Автор научной фантастики и критик Деймон Найт назвал «Войну с саламандрами» «классическим произведением» в жанре научной фантастики.

## Предыстория
К началу 1930-х годов Чехословакия, страна где родился автор, находилась в сложной политической ситуации. Чапек был обеспокоен развитием национал-социализма в Германии. Он начал писать свои апокрифические рассказы, короткие аллегорические пьесы, в которых отражалась тревога, испытываемая многими чехословаками в то время. Возможно, это послужило толчком к «Войне с саламандрами», которая была написана в течение четырёх месяцев летом 1935 года.
Он описывает первоначальную мысль романа так: «Вы не должны думать, что эволюция, давшая начало нашей форме жизни, была единственным эволюционным процессом на планете». 27 августа 1935 года Чапек написал: «Сегодня я закончил последнюю главу моего утопического романа. Главный герой этой главы — национализм. Содержание довольно простое: разрушение мира и его людей. Это отвратительная глава, основанная исключительно на логике. И всё же это должно было так закончиться. То, что уничтожит нас, будет не космической катастрофой, а просто государственными соображениями, экономикой, престижем и т. д.».

## Содержание

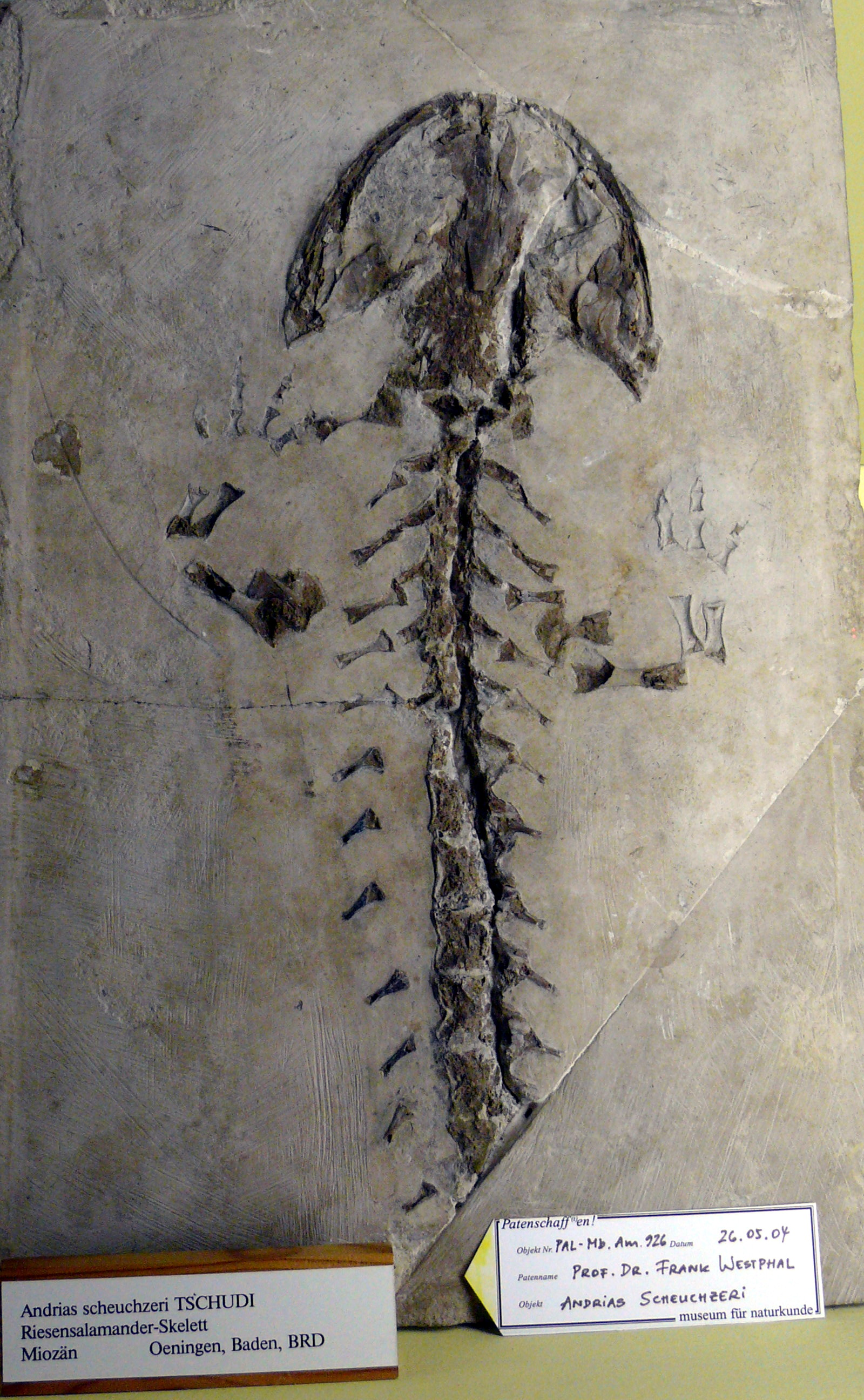
Окаменелость вымершей гигантской саламандры Andrias scheuchzeri, послужившая основой для романа Чапека

Роман начинается с открытия сравнительно умных, подобных человеку морских амфибий, или иначе саламандр. Биологический вид этих существ — Andrias scheuchzeri, в действительности название гигантской саламандры, скелет которой в XVIII веке приняли за допотопный человеческий.
Саламандры были открыты на одном из Зондских островов капитаном И. ван Тохом (псевдоним чешского авантюриста Вантоха). Ван Тох, видя их способности к обучению, стал продавать им ножи и гарпуны в обмен на добываемый ими жемчуг и при финансовой поддержке богатого промышленника и своего земляка пана Г. Х. Бонди стал расселять их на островах Индийского и Тихого океанов. Саламандры быстро научились обращению с различными инструментами и даже стали строить плотины. Случайно обнаруженные людьми, в неволе они научились разговаривать и переняли людские привычки и образ мышления. Люди начинают использовать саламандр как подводную рабочую силу. Кроме того, саламандр используют для заселения отдалённых островов. Под людским влиянием в обществе саламандр ведутся дискуссии о дальнейших путях прогресса, пародирующие идеологические и культурные противоречия внутри развивающихся стран.
После нескольких конфликтов между людьми и саламандрами последние, быстро переняв людские технологии и создав своё оружие при поддержке некоторых держав, провозглашают независимость и под руководством Верховного саламандра (явной пародии на Гитлера) приступают к выполнению своих планов — раздроблению и подтоплению суши для обустройства собственной жизни на мелководьях. Так как саламандры превзошли человечество по численности в 7-20 раз и обитают в другой среде, у людей нет весомых шансов препятствовать им.
Эпилог романа представляет собой воображаемый разговор автора со своим внутренним голосом. Автор в этом разговоре представляет логику и аналитику, которые приводят к выводу, что в войне между саламандрами и людьми победят саламандры, затопив бо́льшую часть суши. Внутренний голос автора упрекает его за такую концовку и уговаривает автора такую концовку не писать. Автор обращает внимание внутреннего голоса на факт, что саламандрам нужны не только мелководья, но и небольшие участки суши (небольшого суммарного размера) возле мелководий, так что для людей останется небольшого размера экологическая ниша. Но это подразумевает, что людей станет мало и они будут унтерменшами («слугами саламандр»). Это тоже печально, и внутренний голос просит автора не писать и такую концовку.
В конце концов, автор, по многочисленным просьбам своего внутреннего голоса, сочиняет следующую концовку: У саламандр начались раскол и междоусобица между саламандрами, населяющими Тихий океан, с одной стороны и населяющими Атлантику с другой. Дело у саламандр шло к мировой войне между тихоокеанскими и атлантическими саламандрами, и таковая война в конце концов началась. В ходе войны атлантические саламандры, достигшие большего технического прогресса, применили против тихоокеанских бактериологическое оружие — выпустили в Тихий океан смертельных для саламандр бактерий. Однако, поскольку все океаны Земли сообщаются, эпидемия, распространившись на весь Мировой океан, истребила абсолютно всех саламандр на планете (и атлантических, и тихоокеанских, и прочих), что спасло человечество.

## Интерпретации
Книга представляет собой мрачную сатиру, широко высмеивающую современную европейскую политику, включая колониализм, фашизм и нацизм, сегрегацию в Америке и гонку вооружений. Примечательным сатирическим моментом является упомянутое исследование немецкого учёного, который определил, что немецкие саламандры на самом деле являются высшей нордической расой и что как таковые они имеют право расширять своё жизненное пространство за счёт низших пород саламандр.
Мнение автора о социальных проблемах Соединённых Штатов также представляется весьма пессимистичным, поскольку всякий раз, когда эта страна упоминается как переживающая кризис, американские толпы «линчуют негров» в качестве козлов отпущения. Иногда саламандры показаны в той же манере, что и чернокожие, например, когда белая женщина утверждает, что была изнасилована одним из них. Несмотря на физическую невозможность этого поступка, люди верят ей и совершают самосуд над саламандрой.
Один отрывок, изображающий европейские нации, готовые отдать Китай саламандрам, лишь бы их самих пощадили, и игнорирующие отчаянные протесты китайцев, кажется предчувствием Мюнхенского соглашения, заключённого через три года после написания книги, в котором собственную страну писателя постигла аналогичная участь в тщетной попытке умиротворить нацистов.
Другой отрывок, по-видимому, высмеивает местничество и изоляционизм. Чехи следят за новостями о достижениях и завоеваниях саламандр с отстранённым интересом, чувствуя, что им самим, как стране, не имеющей выхода к морю, вдали от любого моря, не о чем беспокоиться — до того дня, когда саламандр увидят плавающими в собственной реке Влтава в Праге, и чехи внезапно поймут, что они — следующая мишень.
Дарко Сувин описал «Войну с саламандрами» как «пионера всей антифашистской и антимилитаристской фантастики».
Публикации 2020-х годов используют «Войну с саламандрами» как иллюстрацию рисков, связанных с искусственным интеллектом.